# Дмитриевка (Акмолинская область)
Дми́триевка (каз. Дмитриевка) — село в Бурабайском районе Акмолинской области Казахстана. Входит в состав Урумкайского сельского округа. Код КАТО — 117061200.

## География
Село расположено в южной части района, на расстоянии примерно 27 километров (по прямой) к юго-западу от административного центра района — города Щучинск, в 2 километрах к северо-западу от административного центра сельского округа — села Урумкай. 
Абсолютная высота — 441 метров над уровнем моря. 
Климат холодно-умеренный, с хорошей влажностью. Среднегодовая температура воздуха положительная и составляет около +2,5°С. Среднемесячная температура воздуха в июле достигает +18,4°С. Среднемесячная температура января составляет около -15,4°С. Среднегодовое количество осадков составляет около 455 мм. Основная часть осадков выпадает в период с мая по август. 
Ближайшие населённые пункты: село Урумкай — на юго-востоке, село Успеноюрьевка — на юго-западе, село Красный Кордон — на северо-востоке. 

## История
Первоначально село было образовано как русское поселение «Дмитриевское» в 1896 году, в составе Зерендинской волости Кокчетавского округа (впоследствии был образован в уезд). Жители переселенцы — из Виленской, Черниговской, Харьковской губерний. В 1908 году был построен однопрестольный, деревянный храм, во имя святого великомученика Димитрия Солунского на средства прихожан. В 1909 году — село выделилось из прихода станицы Щучинской, в периоде 1896—1909 годов которому служили жители села. На момент выделения в селе Дмитриевском находились 600 душ мужского пола и 560 душ женского пола. В течение года в храме села бывает до 220 крещений, до 25–30 браков и до 80–120 погребений. В приходе 3 начальных училища, — в селе Дмитриевском — 50 мальчиков и 15 девочек. 
По состоянию на 1917 год — крупное волостное село; включавший в состав волости — 23 селений. В периоде 1920—1921 годов — в составе Омской губернии. С апреля 1921 — в Акмолинской губернии. В октябре 1923 года Дмитриевская и соседние 4 волости образовали Советскую волость, с волостным центром в селе Николаевском. На начало 1924 года, Советская волость включала: 16 сельсоветов, 43 селений, 2 923 дворов с общим населением в 18 083 человека.  

## Население
В 1989 году население села составляло 785 человек (из них русские — 71%).
В 1999 году население села составляло 613 человек (287 мужчин и 326 женщин). По данным переписи 2009 года, в селе проживал 441 человек (214 мужчин и 227 женщин).
| Численность населения | Численность населения | Численность населения |
| 1989                  | 1999                  | 2009                  |
| --------------------- | --------------------- | --------------------- |
| 785                   | ↘613                  | ↘441                  |

## Улицы[9]
- ул. Интернациональная
- ул. Ленина
- ул. Пролетарская
- ул. Советская